# 良田麻美
良田 麻美（よしだ あさみ、1977年5月25日 - ）は、日本の女優。スーパー・エキセントリック・シアター所属。

## 人物・来歴
1998年、SET座長・三宅裕司の芝居に対する考え方に賛同し、オーディションを受ける。SET舞台の他、テレビ・ラジオ・CM・イベントなど多方面で活動を展開。この間2003年〜2005年にはケイダッシュステージプロデュース、中村龍史演出よるミュージカル集団「東京メッツ」に参加した。また、2008年に元・東京メッツの鈴木里沙、美妃、水野江莉花とともにミュージカルユニット「鈴妃野田」（すずひのだ）を結成、不定期にライヴ公演を行っている。（ユニット名は各メンバーの一文字をとったもの。）

## 出演

### 舞台
- 三宅・小倉の「ザ・タイトルマッチ」
- 伊東四朗・三宅・小倉の「いいかげんにしてみました2」
- ウリナリ「ナトゥーダ」
- 「斬☆新☆活☆喜☆歌☆劇 恋の骨折り損」
- 「男と女と浮ついた遺伝子」
- 「狼少女伝説TOH!!」
- 「タイツ馬鹿」
- 東京メッツ公演
- 娼年（2016年8月26日 - 9月15日、東京/大阪、福岡）[1][2] - チサト 役
- 「言の葉の庭〜The Garden of Words〜」（2023年11月9日 - 19日〈予定〉、ステラボール）[3]

### テレビドラマ
いずれもゲスト出演
- 相棒 season5 第2話「スウィートホーム」（2006年10月18日、テレビ朝日）- 山田工務店 従業員・由佳 役
- 相棒 season22 第3話「スズメバチ」（2023年11月1日、テレビ朝日）－珈琲サロン「紗」店長・小山紗栄子 役
- 菊亭八百善の人々（NHK）
- 富豪刑事DX（テレビ朝日）
- 嫁はミツボシ。（TBS）
- 大切なことはすべて君が教えてくれた（フジテレビ）
- 孤独のグルメ Season3 第10話（2013年、9月11日、テレビ東京）- どん平・奥さん 役
- ボキャブライダー（初回放送･2018年8月27日、NHK）- 新陳代謝
- ブルーモーメント 第6話（2024年5月29日、フジテレビ） - 久保田知子 役

### テレビアニメ
- ぢべたぐらし あひるの生活（NHK BSプレミアム）- コサギ 役[4]

### 人形劇
- 西遊記外伝 モンキーパーマ（2013年、tvk、テレ玉、チバテレ、群テレ、とちテレ、MTV、KBS京都、サンテレビ、OHK、ひかりTV）-  癒瑠不破 役

### テレビ番組
- もの知り一夜漬け（NHK）
- ウッチャンナンチャンのウリナリ!!（日本テレビ）
- NHK高校講座 ベーシック国語（NHKEテレ、2013年4月16日 - 2017年2月28日）

### ラジオ番組
- 鶴光の噂のゴールデンアワー水曜担当レポーター（ニッポン放送、2001年 - 2002年）
- WEEKLY NACK5（NACK5、2007年10月 - 2008年3月）
- チャイム!（NACK5、2008年4月 - 2010年3月）
- 小袖日記（NHK-FM、青春アドベンチャー 、2011年）
- びりっかすの神様（NHK-FM 、青春アドベンチャー、2014年）

### CM
- ドラフトワン（サッポロビール）
- アリコジャパン
- コカ・コーラアクエリアス（ナレーション）
- サントリートリス
- ミツカン金のつぶ たれたっぷり! たまご醤油たれ[5]
- ヒロセ通商